# Estado do Brasil
O Estado do Brasil foi uma subdivisão administrativa do Reino de Portugal na América do Sul, criada em 1548 pelo rei João III, com objetivo de centralizar a administração das capitanias, com capital na cidade de São Salvador da Bahia de Todos os Santos, tendo como primeiro governador-geral o fidalgo Tomé de Sousa.
A entidade foi dividida em duas ocasiões na sua história: a primeira durou de 1572 até 1577, quando foram criadas as chamadas repartições do Norte e do Sul. Posteriormente, em 1621, o Estado do Brasil novamente foi dividido, com a criação do Estado do Maranhão, com sede na cidade de São Luís, depois Belém, tendo durado até o final do período colonial, no início do século XIX. Os Estados do Brasil e do Maranhão eram estruturas equivalentes, não subordinadas entre si, que se reportavam diretamente ao rei ou ao Conselho Ultramarino do Reino de Portugal, a partir da sua criação em 1642.
Com a criação do Estado foram estabelecidos os cargos de governador-geral, provedor-mor (administração fazendária) e, ouvidor-geral (autoridade da justiça). O governo da entidade a partir da cidade de São Salvador da Baía de Todos os Santos, permaneceu como capital do estado até o ano de 1763, quando ocorreu a transferência da sede para a cidade do Rio de Janeiro. Sendo finalmente, dissolvido em 1815, após a derrota de Napoleão Bonaparte, foi elevada pelo então príncipe regente João, que residia no Brasil desde 1808, à condição de Reino em igualdade com Portugal.

## Governo-Geral
Com a falência do sistema exclusivo de capitanias hereditárias — pois somente as de Pernambuco e São Vicente prosperaram — o enfraquecimento do comércio de especiarias com a Índia e, com os espanhóis extraindo grandes quantidades de preciosidades de seus territórios americanos, em 17 de dezembro de 1548, o rei João III cria o cargo de governador-geral do Brasil (via Regimento de 17 de dezembro); com o objetivo de centralizar mais a administração, devido a necessidade de transformar a América Portuguesa em um empreendimento lucrativo.
Apesar de no Regimento o cargo ser referido como "governador [das] terras do Brasil", em documentos posteriores, ele seria referido como "governador-geral do Estado do Brasil"; durante o Império Português do século XVI, o cargo era equivalente ao dos corregedores que administravam as seis comarcas do Portugal Metropolitano e a partir do século XVII passou a ser equivalente ao cargo de governador das armas (em assuntos militares apenas), quando essas comarcas foram substituídas por províncias, além é claro de sempre ter sido equivalente aos governadores-gerais de outros estados provinciais portugueses como: Cabo Verde e Guiné; São Tomé e Príncipe; Angola; Moçambique; Estado da Índia; e Macau e Timor. Todas estas províncias ultramarinas portuguesas continuaram até 1974 a serem governadas por um governador ou governador-geral (o que não foi o caso do Brasil, que foi elevado a reino unido a Portugal em 1815 e depois se separou do império português em 1822).

### Implantação
O primeiro governador-geral vindo para o Brasil, em 1549, foi Tomé de Sousa, o qual possuía os seguintes auxiliares:
- provedor-mor (fazenda): António Cardoso de Barros;
- ouvidor-mor (justiça): Pero Borges;[17]
- capitão-mor da costa (defesa): Pero de Góis.

Com capital em Salvador, na capitania da Baía de Todos os Santos, o território do Estado do Brasil inicialmente estendia-se das proximidades de Belém às proximidades de Laguna, abrangendo as capitanias então existentes.

### Divisão em dois governos
Em 1572, após a renúncia do governador Mem de Sá, durante o reinado de Manuel, percebendo ainda falhas na administração, dividiu o Brasil em dois Governos-Gerais: 
1. o Governo do Norte abrangendo as capitanias de Porto Seguro ao Maranhão (contempla a região nordeste contemporânea, mais o norte de Minas Gerais, Distrito Federal, nordeste do Pará, e leste de Tocantins e Goiás), permanecendo a capital em Salvador,  na Capitania da Bahia.[4][6][18]
2. o Governo do Sul iniciando na capitania do Espírito Santo indo na direção sul até a Santana, dentro dos limites de Tordesilhas, com capital em São Sebastião do Rio de Janeiro, localizada na seção norte da então capitania de São Vicente.[4][6][18]

Para governador do norte, foi escolhido o conselheiro Luis de Brito e Almeida; e para governador do sul, o desembargador Antônio de Salema (então ouvidor em Pernambuco), nomeados em 1572.
Mas antes de iniciarem o exercício do cargo, os representantes da coroa firmaram um acordo, que não permitia a escravidão dos indígenas, somente quando aprisionados em guerra justa.Durante esse curto período, as administrações de ambos os Governos se empenharam na pacificação dos indígenas e na defesa contra os ataques franceses (no norte e no sul), principalmente de flibusteiros que visavam a costa brasileira.

### Reunificação dos governos
Mas nesse período, ocorreu uma falta de unidade político administrativa durante os cinco anos do governo dual. Percebeu-se, que um só comando, foi sempre a melhor política na administração; um dos principais motivos foi a audácia dos flibusteiros franceses e a hostilidade dos indígenas.
Em 1577, o rei une o Norte e o Sul em um governo único, cessando o sistema dual, ficando o Rio de Janeiro novamente subordinado a Salvador. Foi então nomeado governador uno e geral Lourenço da Veiga, tendo chegado à Bahia em 1578, exercendo o cargo até seu falecimento em 1581.
No período de 1602 a 1612 (no contexto da Dinastia Filipina ou União Ibérica, 1580 – 1640) ocorreu outra divisão seguido de reunificação.

## Nova divisão: a criação do Estado do Maranhão
Em 13 de junho de 1621, o território da América Portuguesa foi dividido por Filipe II de Portugal em duas unidades administrativas autônomas e equivalentes entre si: o Estado do Maranhão ao norte (capital em São Luís), abrangeu a capitania do Grão-Pará, a capitania do Maranhão e a capitania do Ceará, a fim de assegurar a posse do território e promover o desenvolvimento; e o Estado do Brasil ao sul (capital era Salvador), abrangendo as demais capitanias.
Posteriormente, o Estado do Maranhão mudaria de nome (Estado do Maranhão e Grão-Pará entre 1654 – 1751, e Estado do Grão-Pará e Maranhão entre 1751 – 1772/1774), tendo a capital mudado de São Luís para Belém. Sendo mais tarde dividida em duas unidades (Estado do Grão-Pará e Rio Negro e Estado do Maranhão e Piauí, cujas datas de reintegração ao Estado do Brasil, caso tenham ocorrido, são incertas).

## Olinda como sede provisória
Durante a primeira das Invasões holandesas no Brasil (século XVII), o então Governador da Capitania de Pernambuco, Matias de Albuquerque, foi nomeado Governador-Geral do Estado do Brasil, administrando o estado a partir de Olinda no período 1624 – 1625.

## Mudança de capital
Com cerca de 30 000 habitantes na segunda metade do século XVII, São Sebastião do Rio de Janeiro tornara-se a cidade mais populosa do Estado do Brasil, passando a ter importância fundamental para o domínio colonial. Por decreto de 11 de maio e patente de 27 de junho de 1763, Antonio Alves da Cunha, o Conde da Cunha, foi nomeado Vice-Rei e Capitão-General de Mar e Terra do Estado do Brasil, com residência no Rio de Janeiro. Em 21 de dezembro, o Conde da Cunha comunicava ter tomado posse do vice-reinado.
Essa importância tornou-se ainda maior com a exploração de jazidas de ouro em Minas Gerais, no século XVIII: a proximidade levou à consolidação da cidade como proeminente centro portuário e econômico. Em 1763, Marquês de Pombal transferiu a sede de Salvador para o Rio de Janeiro.

## Honrarias

### Principado
Uma carta régia de 1645 determinou que o príncipe herdeiro da Coroa de Portugal passasse a ostentar o título de "Príncipe do Brasil", sendo que esta determinação não alterava em nada a designação oficial do Brasil. Por analogia com o título do príncipe herdeiro de Portugal, alguns autores recentes passaram a se referir erradamente ao Brasil da época como "Principado do Brasil", ainda que a designação do mesmo tenha continuado a ser "Estado do Brasil".

### Vice-reino
A partir de 1720, todos os governadores-gerais do Brasil passaram a ostentar ininterruptamente o título de "vice-rei", o qual já tinha sido anteriormente atribuído mas apenas de forma pontual e sem continuidade. Por essa razão, alguns autores referem-se ao Brasil da época como "Vice-Reino do Brasil" ou "Vice-Reinado do Brasil". Contudo, a alteração do título do governador não levou à alteração da denominação oficial do Brasil. Este continuou a ser "Estado do Brasil", como pode ser verificado no título completo dos vice-reis que era o de "Vice-Rei e Capitão-General de Mar e Terra do Estado do Brasil".
Embora não seja conhecido o acto normativo que elevou o governo do Brasil a vice-reinado, este estatuto surge normalmente associado ao espaço de tempo em que foi dado o título de Vice-rei ao representante máximo da Coroa naquele território. Contudo, a sua localização temporal não é unânime, havendo duas correntes que, fundamentando-se em argumentos diferentes, lhe dão barreiras cronológicas distintas. A primeira destas correntes considera como balizas cronológicas deste período as datas de 1720 e 1808, e fundamenta-se na concessão ininterrupta do título de vice-rei ao mais alto representante régio na província. Tal título foi concedido anteriormente, a partir de 1640, porém, esporadicamente. A segunda corrente baliza-o entre 1763 e 1808, e fundamenta-se numa maior delegação de poderes, nomeadamente no campo militar, devido à nova situação internacional.

## Extinção do Governo-Geral e capital provisória doReino de Portugal
Em 1808, ocorreria a abertura dos portos, pondo fim ao pacto vigente, e a vinda da família real para o Brasil, extinguindo o cargo de vice-rei. Dar-se-iam também os primeiros passos na integração política da Amazônia (as capitais Belém e Manaus) com o resto do Brasil.

## Elevação a Reino do Brasil
Em 1815, João VI eleva o Estado do Brasil à categoria de reino, sendo denominado Reino do Brasil e formando um Reino Unido com os reinos de Portugal e de Algarves. 

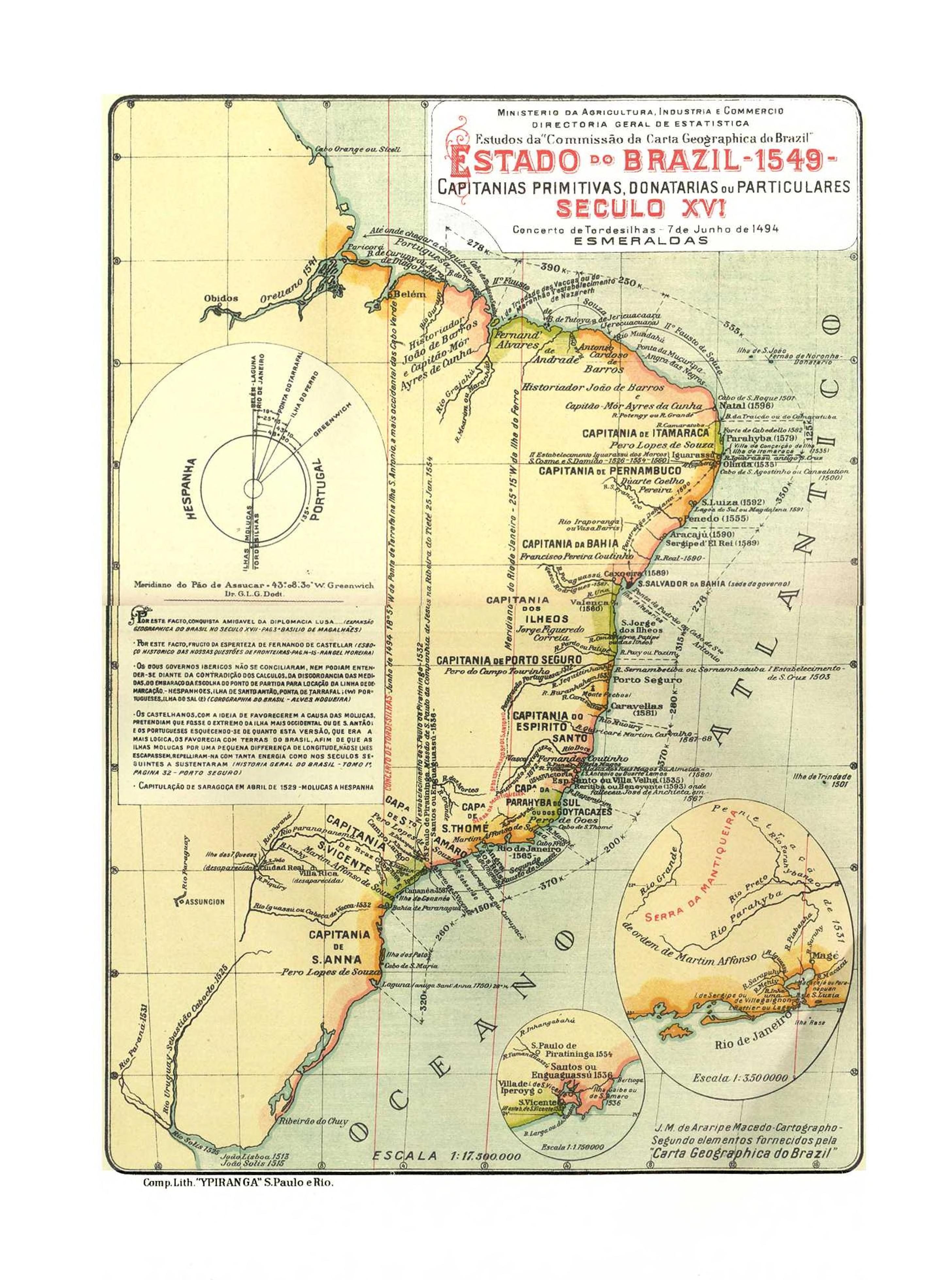
Estado do Brasil, 1549.
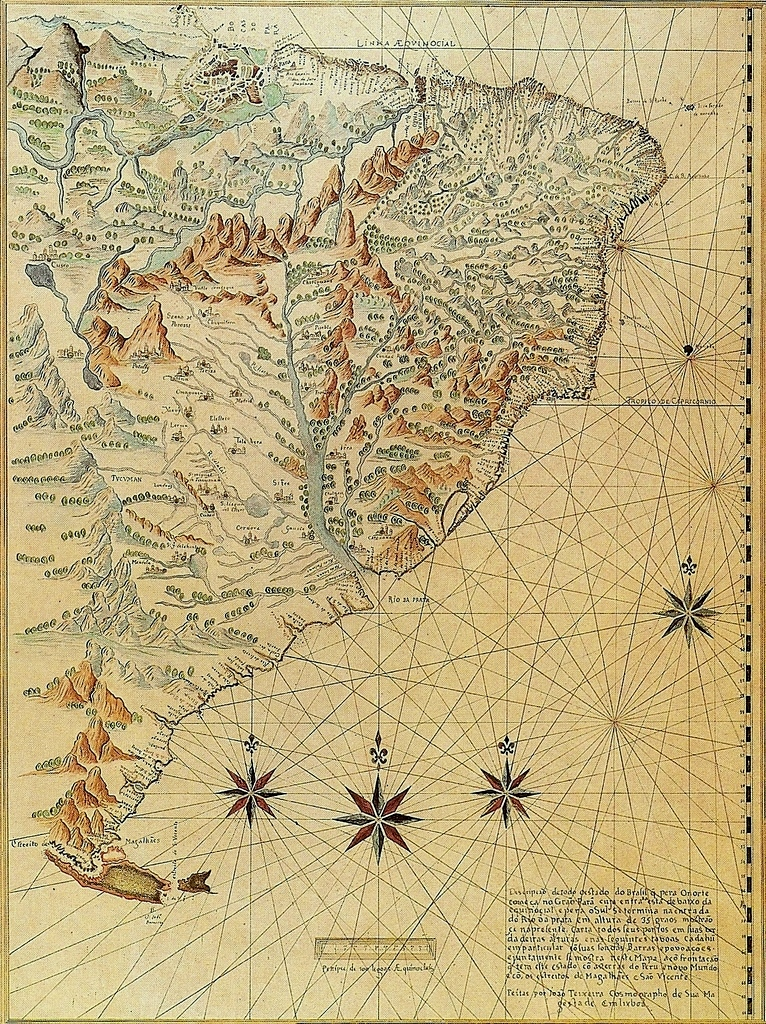
Descripção de todo o Estado do Brasil..., mapa de 1612.
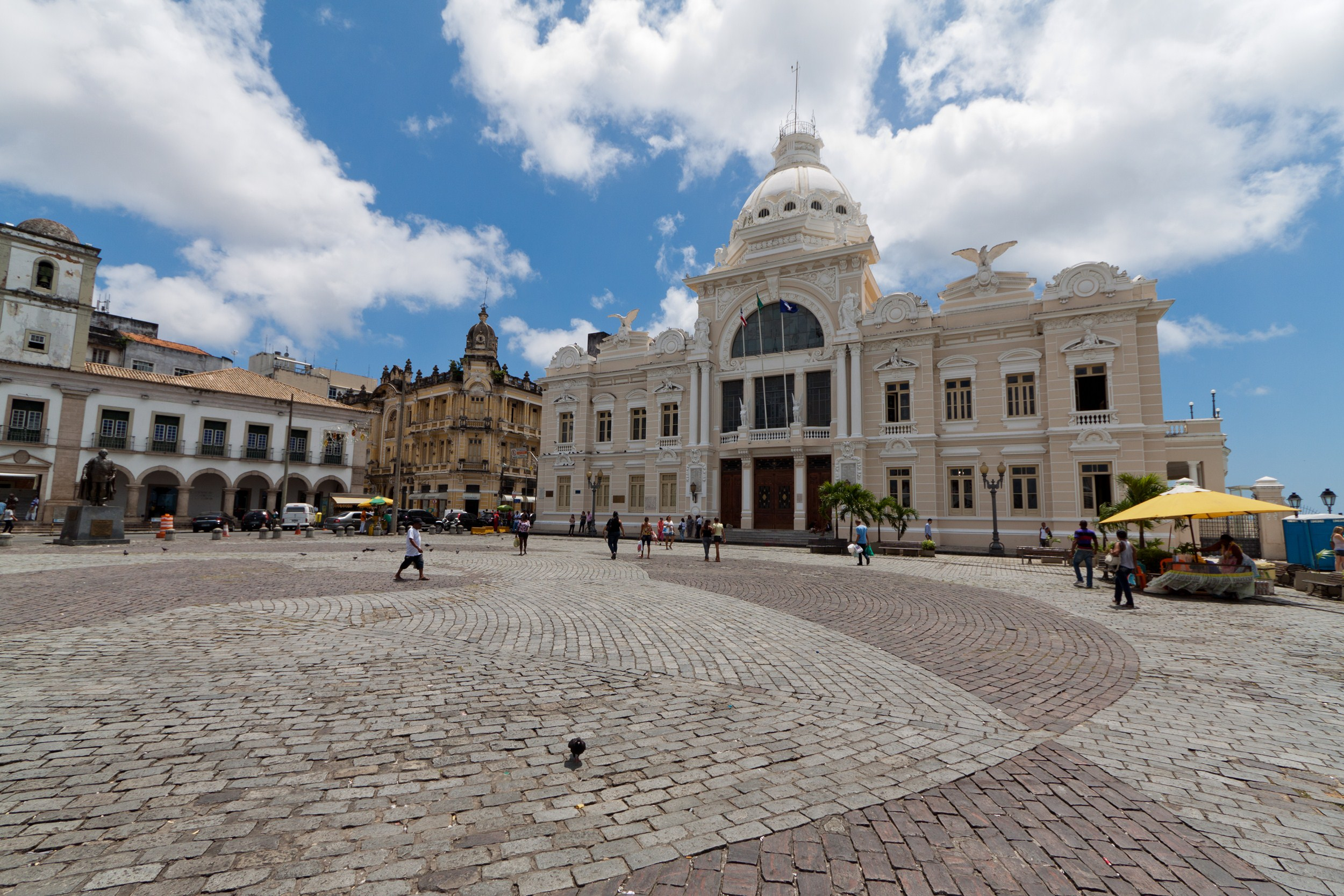
Palácio Rio Branco (Salvador) de 1919 na Praça Tomé de Sousa, onde ficava a antiga Casa do Governo, sede do governo-geral do Estado do Brasil (em 1549 a 1763).
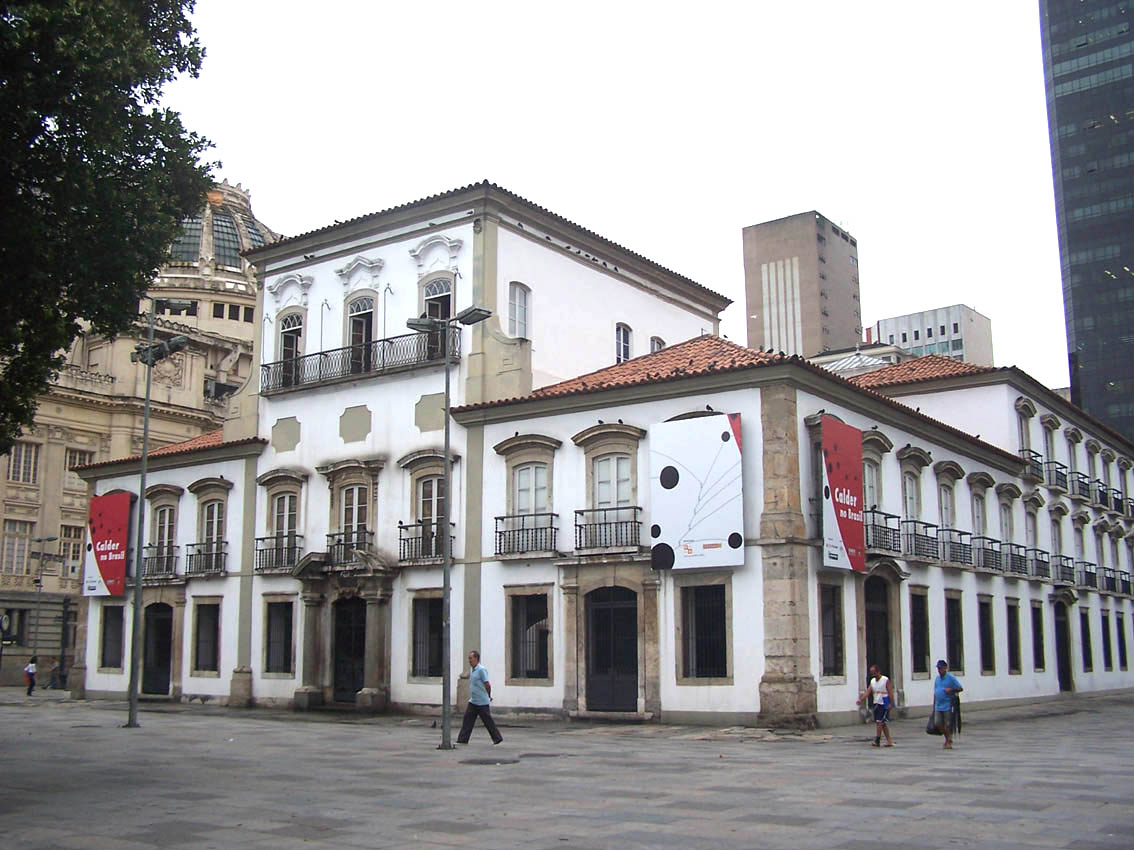
Construída no Rio em 1743, a Casa dos Governadores (hoje Paço Imperial), foi residência dos governadores da Capitania do Rio de Janeiro, e mudou à Paço dos Vice-Reis do Estado do Brasil (em 1763 a 1808).